# Vierge à l'Enfant (Cima da Conegliano, musée Jacquemart-André)
Vierge à l'Enfant est un tableau du peintre italien Cima da Conegliano réalisé vers 1493. Cette tempera sur bois est une Madone montrant Marie et l'Enfant Jésus devant une tenture sombre laissant apercevoir un paysage de part et d'autre de la composition. L'œuvre est conservée au musée Jacquemart-André, à Paris, en France.